# Vinh Sơn Nguyễn Thế Điểm
Vinh Sơn Nguyễn Thế Điểm (1761-1838), là một linh mục, được Giáo hội Công giáo Rôma tôn phong Hiển Thánh vào năm 1988.
Ông sinh năm 1761 tại làng An Do Nam, xã Triệu Thượng, huyện Triệu Phong (nay thuộc phường An Đôn, thị xã Quảng Trị), tỉnh Quảng Trị, thuộc Tổng Giáo phận Huế, trong gia đình có ba con. Khi được nhận vào chủng viện, ông học tiếng Latinh và giúp việc cho thừa sai Jacques Longer Gia, học triết học tại Chủng viện Kẻ Vĩnh và thụ phong linh mục thuộc giáo phận Tây Đàng Ngoài.
Trong 30 năm, ông phục vụ tại các họ đạo Cồn Nâm (Cồn Nam (?) Đông Đưng), Lũ Đăng, Đan Sa và nhiều họ nhánh thuộc địa hạt Bố Chính.
Năm 1838, vua Minh Mạng ra sắc chỉ cấm đạo. Quan quân tầm nã vùng Bố Chính truy lùng thừa sai Candalh Kim, bắt được linh mục Vũ Đăng Khoa, trước là phó xứ của linh mục Điểm, cùng với hai thày giảng Đức và Khang tại làng Lệ Sơn.
Ngày 27 tháng 7 năm 1838, khi nghe tin linh mục Khoa bị bắt, ông định đến trú ở làng An Bì nhưng họ từ chối. Khi còn ở ngoài đồng gần làng Đan Sa, tỉnh Quảng Bình thì ông bị bắt. Ngày 31 tháng 7 năm 1838, thừa sai Borie Cao và thầy giảng Nguyễn Khắc Tự cũng bị bắt. Cả ba bị điệu về Đồng Hới.
Tại công đường, vì già yếu, ông đã khai ra vài gia đình đã từng cho ông trú ẩn. Đến sau, ông hối hận và thưa lại với quan: "Vì tôi già cả, bởi nghe quan lớn nạt nộ ngăm đe, tôi khiếp, nên tôi làm cho nhiều tín hữu bị liên can. Nay xin quan thương tình, miễn chấp, mà tha cho họ được về, còn tôi tôi xin nhận tất cả trách nhiệm"..
Có lần quan hỏi ông: "Này đạo trưởng Điểm, Hoàng Thượng đã ra lệnh cấm đạo rất nghiêm khắc. Vậy nếu ông bước qua Thánh Giá thì tôi sẽ cho ông về tự do. Ông già rồi, tôi cũng không muốn hành hạ và giết ông". Ông đáp: "Thưa quan lớn, tôi thà chết một trăm lần, chứ bước qua Thánh Giá thì trăm ngàn lần cũng cương quyết là không". 
Ông bị siết cổ chết tại pháp trường Đồng Hới (Quảng Bình) ngày 24 tháng 11 năm 1838, được chôn cất tại Đồng Hới, sau cải táng về họ đạo Hướng Phương. 